# Sutthiphat Phophrm
Sutthiphat Phophrm (thailändisch สุทธิภัทร โพธิ์พรหม; * 7. Juli 2004) ist ein thailändischer Fußballspieler.

## Karriere
Sutthiphat Phophrm erlernte das Fußballspielen in der Schulmannschaft der Chainat Provincial Administrative Organization School. Seinen ersten Profivertrag unterschrieb er im Juli 2023 beim Chainat Hornbill FC. Der Verein aus Chainat spielt in der zweiten Liga, der Thai League 2. Sein Zweitligadebüt gab Sutthiphat Phophrm am 7. Februar 2024 (23. Spieltag) im Heimspiel gegen den Nakhon Si United FC. Bei dem 0:0-Unentschieden wurde er in der 90.+6 Minute für Fittaree Khadearee eingewechselt. In seiner ersten Profisaison bestritt er fünf Ligaspiele. Nach der Hinrunde 2024/25 wechselte er im Dezember 2024 auf Leihbasis zum Drittligisten Northern Nakhon Mae Sot United FC. Mit dem Verein aus Mae Sot spielt er in der Northern Region der Liga.